# Пост № 1 (Ростов-на-Дону)
Пост № 1 города воинской Славы Ростова-на-Дону — юнармейский Пост № 1 у Вечного огня Славы мемориала «Павшим воинам» на месте братской могилы советских воинов, павших в боях за Ростов.

## Описание
Расположен на площади Карла Маркса в сквере им. Фрунзе. Открыт к 30-й годовщине Победы в 1975 году по инициативе комсомольских, партийных и пионерских организаций Ростова-на-Дону.
Почётный караул несут учащиеся старших классов различных образовательных учреждений города. Продолжительность несения вахты Памяти одной школой — 1 неделя (с понедельника по понедельник следующей недели). Время работы поста с 8:00 до 16:00 ежедневно кроме каникул. Смена часовых и патрульных на мемориале происходит каждые 15-20 минут. В первый день, во время мемориального часа, юнармейцы принимают торжественную клятву[прояснить]. После окончания юнармейцам, сдавшим Пост, выдаётся почётная грамота.
Юнармейцы одеты в парадную военную форму ВС России. Вооружены модернизированными автоматами Калашникова. Первыми на Пост № 1 заступила МБОУ СОШ № 1.

## История
С момента первого заступления на Пост, служба не прекращалась ни на один день.
В ноябре 2011 года на Пост № 1 заступил 100-тысячный юноармеец.
Постом № 1 в разное время руководили:
- Бочко Н. Н. — полковник — с 9.05.75 по 1978
- Иноземцев В. П. — в 1978 г.
- Плешаков С. — с 1978 по декабрь 1979 г.
- Архипов Николай Арсентьевич — полковник, Герой Советского Союза — с 21.12.79 по 2.07.2003 г.
- Дудышев Константин Николаевич — полковник — с 2.07.2003 г. по 7.03.2008 г.
- Степовой Александр Иванович — полковник — с 8.3.2008 г. по 30.09.2009 г.
- Капитанов Сергей Анатольевич — подполковник — с 1.10.2009 г. по 03.2014 г.
- Зайцев Александр Вячеславович — подполковник

В 90-е годы XX столетия Пост № 1 несколько раз собирались[кто?] закрыть. Совместными усилиями ветеранов, патриотических[прояснить] детско-юношеских организаций и Героя Советского Союза полковника в отставке Н. А. Архипова, руководившего Постом в то время, этого удалось избежать.